# Coroação da Virgem (Rubens)
Coroação da Virgem é um esboço a óleo de 1609-1611 de Peter Paul Rubens, produzido como uma proposta para uma capela lateral na Catedral de Antuérpia, mas rejeitado em março de 1611 e nunca realizado como uma obra completa, em vez de ser retrabalhado mais tarde para a mesma capela como Assunção da Virgem Maria. Está agora no Museu Hermitage, em São Petersburgo, para o qual foi adquirido em 1722 da coleção F.I. Dufferin. Foi transferido de um painel para um suporte de lona em 1868.